# Kang Jae-Won
Kang Jae-Won (nascut el 30 de novembre de 1965 a Corea del Sud) és un exjugador d'handbol sud-coreà, i actual entrenador de la selecció nacional sud-coreana femenina d'handbol. Va ser elegit Jugador de l'any de 1989 per l'IHF.
A l'Olimpíada de 1988 hi va guanyar la medalla d'argent amb la selecció de Corea del Sud.